# Camden Town Group

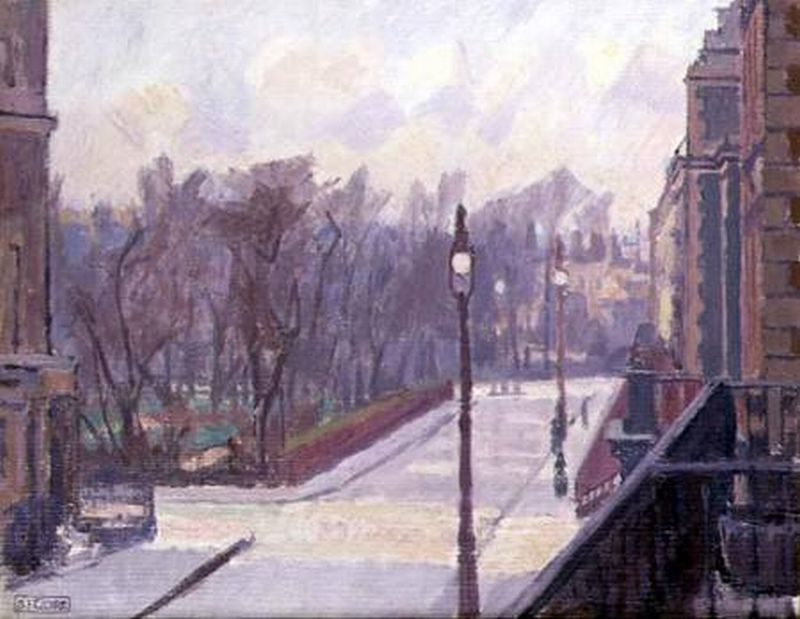
Spencer Frederick Gore (1878–1914): Hartington Square

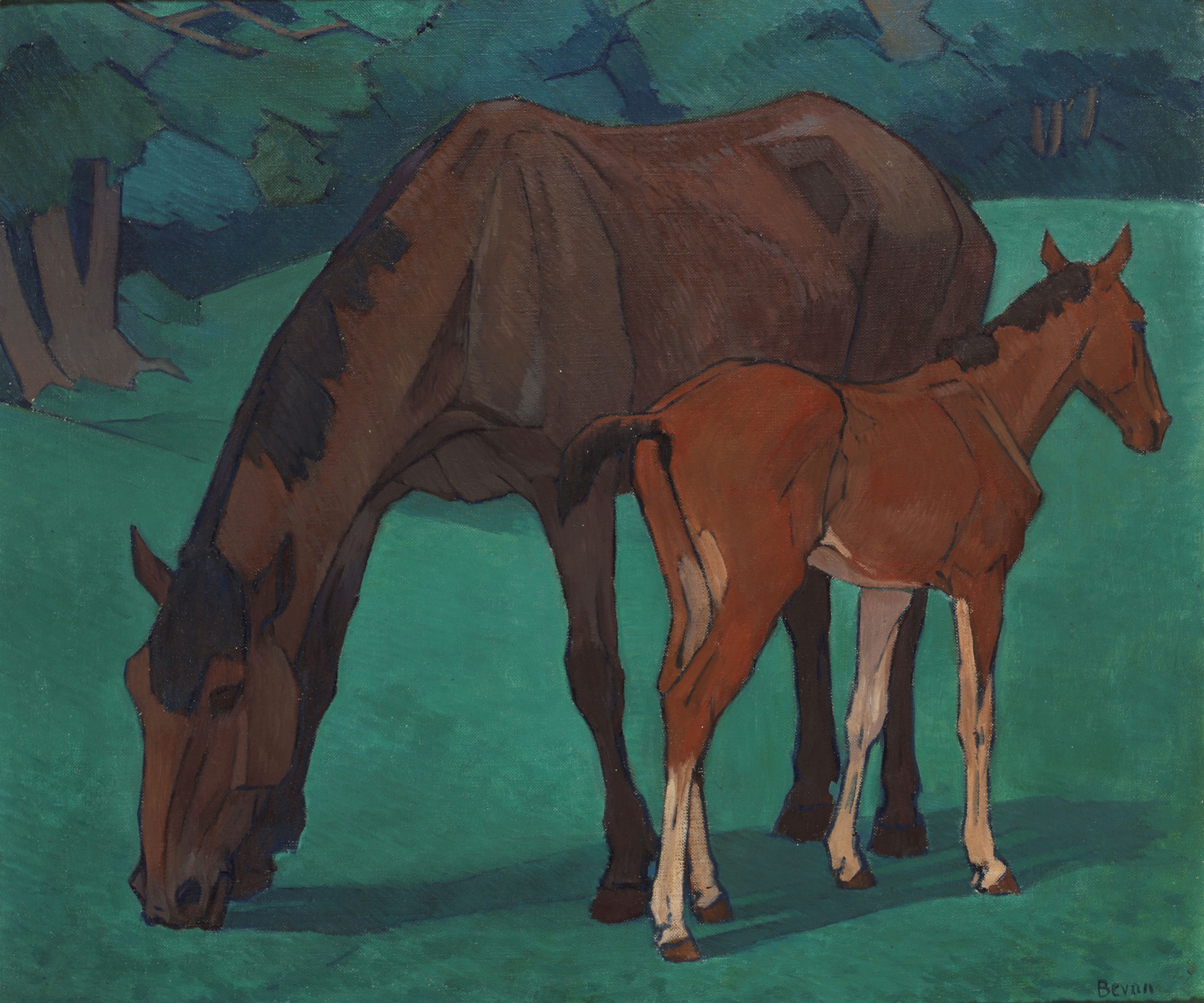
Robert Bevan (1865–1925): Stute und Fohlen

Die Camden Town Group ist eine Gruppe englischer Postimpressionisten, die sich in den Jahren zwischen 1911 und 1913 im Atelier des Malers Walter Sickert im Stadtteil Camden Town in London traf.

## Geschichte
1908 gründete der Kunstkritiker Frank Rutter die Allied Artists Association (AAA). Sie war von den Künstlergruppen der Royal Academy unabhängig und dem französischen Salon des Indépendants nachempfunden. Viele der Künstler, die sich zur Camden Town Group zusammenschlossen, stellten ihre Werke dort aus.
Zu den Mitgliedern der Camden Art Group zählten Walter Sickert, Harold Gilman, Spencer Frederick Gore, Lucien Pissarro (der Sohn des französischen Impressionisten Camille Pissarro), Wyndham Lewis, Walter Bayes, J.B. Manson, Robert Bevan, Augustus John, Henry Lamb und Charles Ginner.
Zu den Einflüssen der Gruppe gehörten Vincent van Gogh und Paul Gauguin, deren Werk sich deutlich in den Arbeiten der gesamten Gruppe widerspiegelt. Ihre Darstellung des London vor und während des Ersten Weltkriegs ist sowohl von historischem als auch von künstlerischem Interesse.
Das Bild Im Kino von Malcolm Drummond fand wegen seiner klaustrophobischen Stimmung besondere Beachtung. Es bildet ein interessantes Gegenstück zu dem Werk von Sickert, der viele raudyhafte Music-Hall-Szenen malte, darunter die Gallery of the Old Mogul, in denen er auch das Filmpublikum darstellte. Sickerts Ennui von 1914 gilt oft als das Meisterwerk dieser Gruppe mit seiner Porträtierung von Langeweile und Apathie in dem Stil Flauberts und anderer.
Die Gruppe organisierte eine Ausstellung Kubistischer und Postimpressionistischer Malerei.

## Ausstellungen
Eine bedeutende Retrospektive der Werke der Gruppe war 2008 in der Tate Britain in London zu sehen.